# Stieg 6 (Quedlinburg)

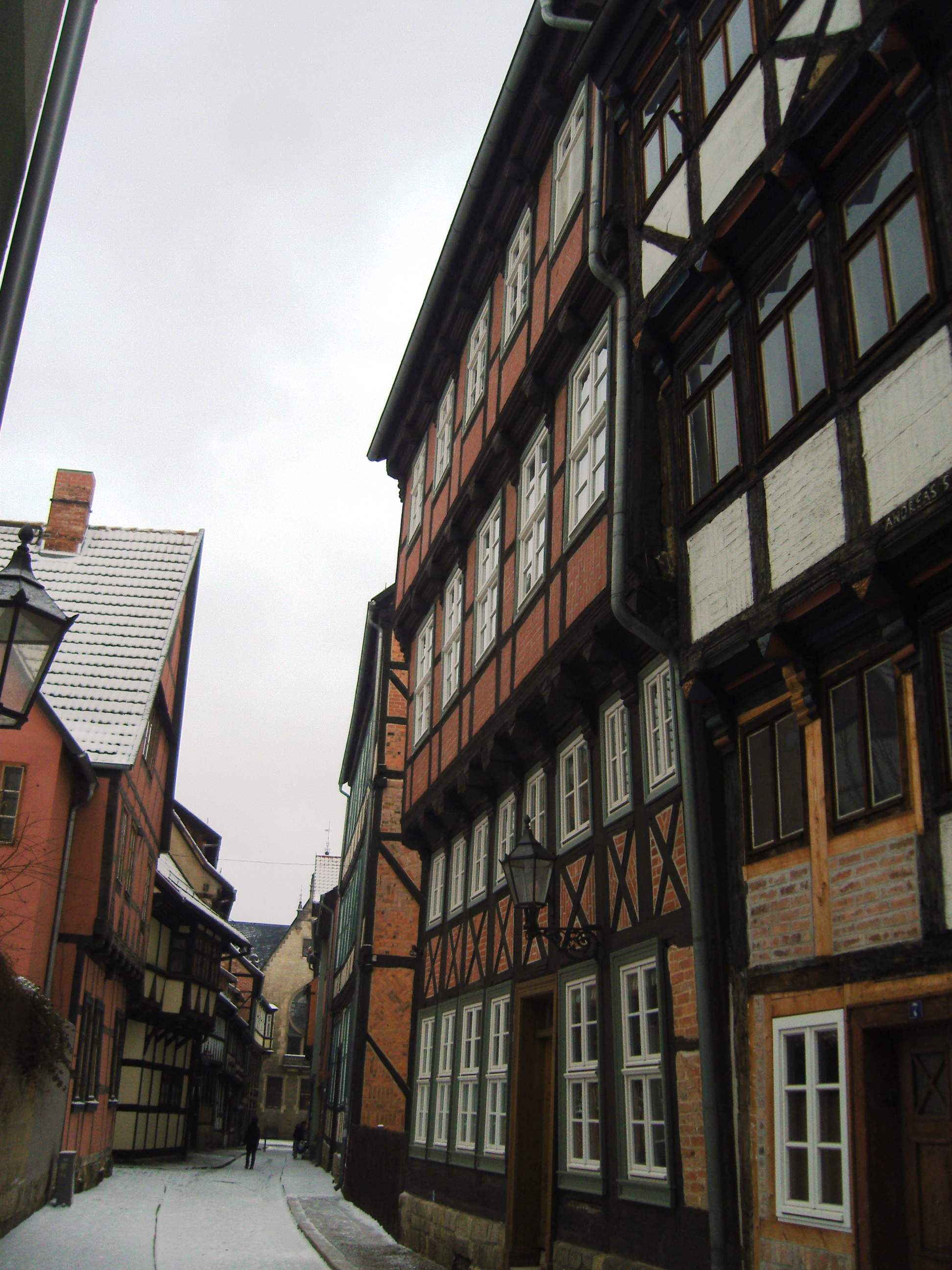
Haus Stieg 6

Das Haus Stieg 6 ist ein denkmalgeschütztes Gebäude in der Stadt Quedlinburg in Sachsen-Anhalt.

## Lage
Es befindet sich östlich des Marktplatzes der Stadt und gehört zum UNESCO-Weltkulturerbe. Im Quedlinburger Denkmalverzeichnis ist es als Kaufmannshaus eingetragen. Östlich grenzt das gleichfalls denkmalgeschützte Haus Stieg 7 an.

## Architektur und Geschichte
Das dreigeschossige Fachwerkhaus wurde nach einer am Gebäude befindlichen, mit einem später veränderten Wappen versehenen Inschrift M. MARTIN LANGE ZIMMERMAN im Jahr 1678 durch den Zimmermeister Martin Lange gebaut. Es verfügt über ein Zwischengeschoss im hohen Untergeschoss, die oberen Geschosse kragen vor. An der Fachwerkfassade finden sich Pyramidenbalkenköpfe, Andreaskreuze und profilierte Füllhölzer.